# Melissa Hoskins
Melissa Hoskins (Kalamunda, 24 februari 1991 – Adelaide, 31 december 2023) was een Australische wielrenster.

## Carrière

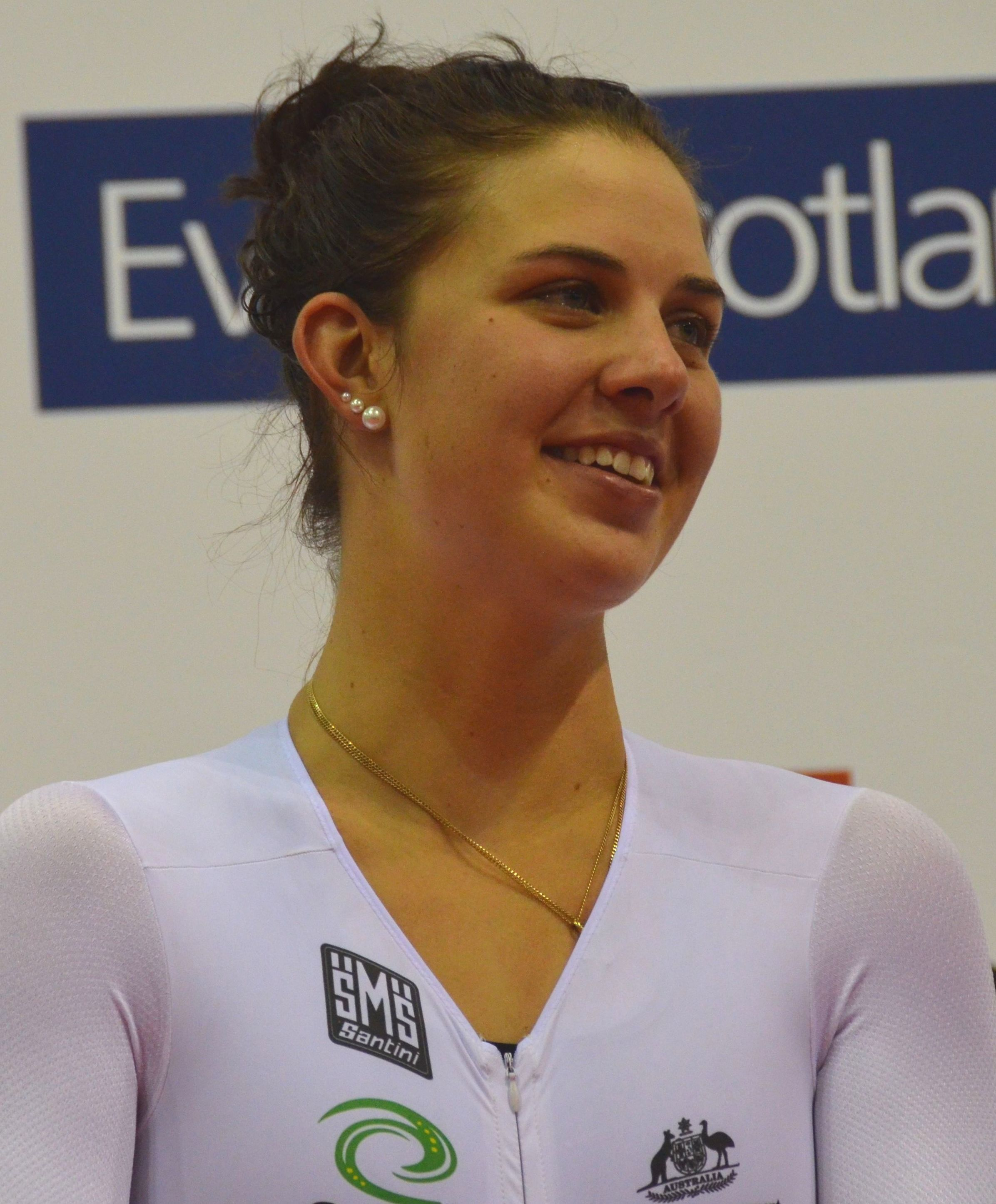
Hoskins in 2012.

Hoskins was actief op de baan en op de weg. Zij reed in 2011 voor het Belgische Lotto-Honda Team en erna vier jaar bij de Australische wielerploeg Orica-AIS, vanaf de oprichting in 2012.
Hoskins kwam uit voor Australië op de Olympische Zomerspelen 2012 in Londen. Samen met Annette Edmondson en Josephine Tomic verloor ze de bronzen finale van Canada op de ploegenachtervolging. In deze discipline werd ze meerdere keren Australisch kampioen en in 2015 wereldkampioen in Saint-Quentin-en-Yvelines, Frankrijk, met Annette Edmondson, Ashlee Ankudinoff en Amy Cure. In deze samenstelling werden ze slechts vijfde tijdens de ploegenachtervolging op de Olympische Zomerspelen 2016 in Rio de Janeiro, als gevolg van een zware val tijdens de training, waarbij alleen Edmondson niet tegen de grond ging en waarna Hoskins voor controle per ambulance werd afgevoerd. De schade bleek achteraf mee te vallen.
Op de weg won ze in 2012 twee van de drie etappes en derhalve het punten- en eindklassement in de Ronde van Chongming. In de hierop volgende wereldbekerwedstrijd aldaar werd ze tweede. Met haar ploeg Orica-AIS won ze brons en tweemaal zilver in het WK ploegentijdrit. In 2015 won ze de bolletjestrui van het bergklassement in The Women's Tour.
In mei 2017 maakte ze bekend te stoppen als professioneel wielrenner.

### Privéleven
Hoskins trouwde in februari 2018 met wielrenner Rohan Dennis. Eind 2018 beviel ze van een zoon. Later kreeg ze nog een tweede kind.
Op 30 december 2023 werd Hoskins vlak bij haar huis aangereden door een pick-up, waarbij haar man achter het stuur zou hebben gezeten. Ze overleed op 32-jarige leeftijd in het ziekenhuis aan haar verwondingen. Haar man werd gearresteerd wegens "gevaarlijk rijgedrag, onzorgvuldig rijden en het in gevaar brengen van een mensenleven, met de dood tot gevolg."

## Belangrijkste overwinningen

### Op de weg

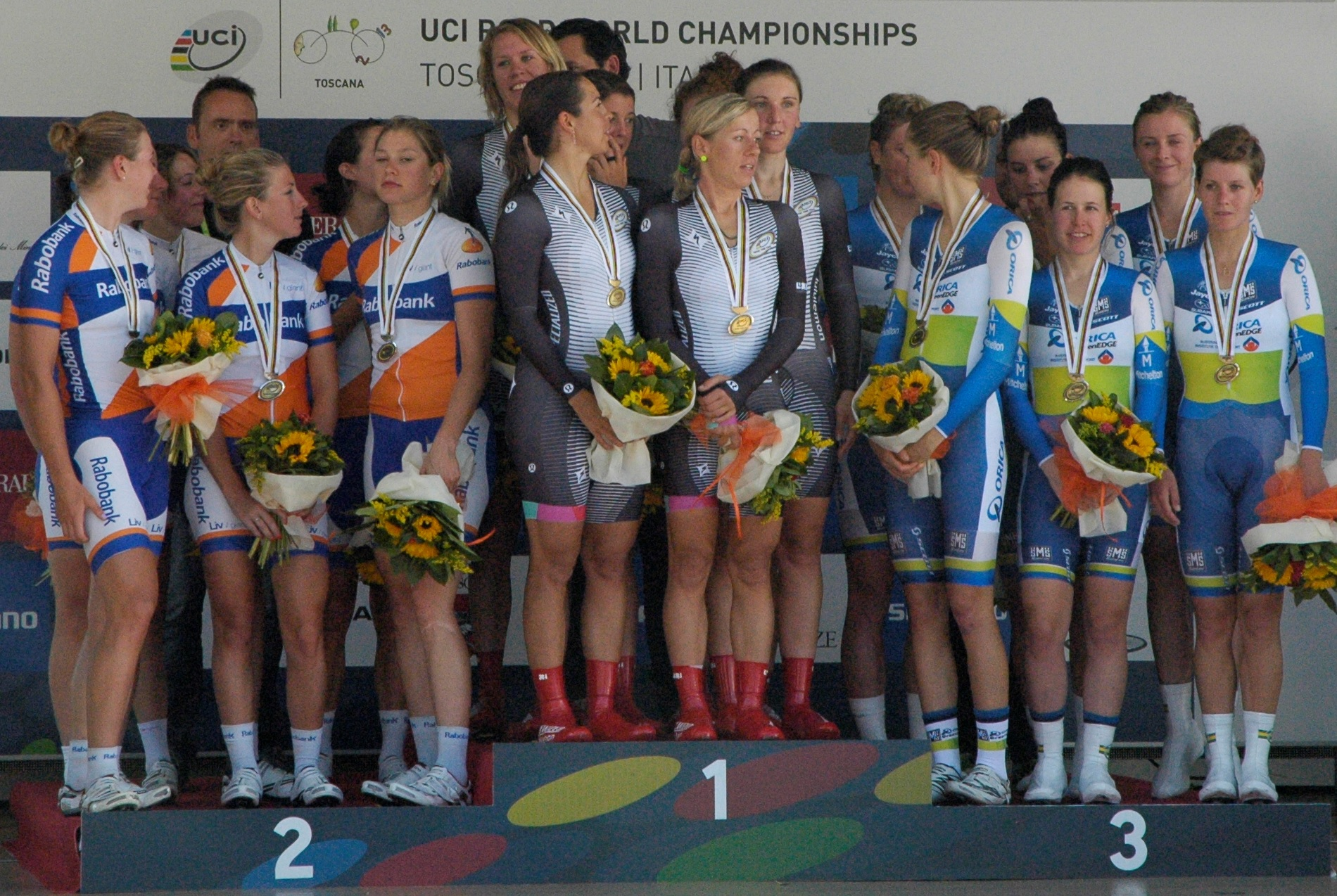
Hoskins won met Orica-AIS brons op het WK ploegentijdrijden in 2013.

2011
2e etappe Tour de Feminin - O cenu Českého Švýcarska
2012
 WK Ploegentijdrit met Orica-AIS in Valkenburg
 Eindklassement Ronde van Chongming
 Puntenklassement Ronde van Chongming
1e en 3e etappe
Bay Cycling Classic
2013
 WK Ploegentijdrit met Orica-AIS in Florence
 Open de Suède Vårgårda (TTT)
Bay Cycling Classic
2014
 WK Ploegentijdrit met Orica-AIS in Ponferrada
2015
 Bergklassement The Women's Tour

### Op de baan

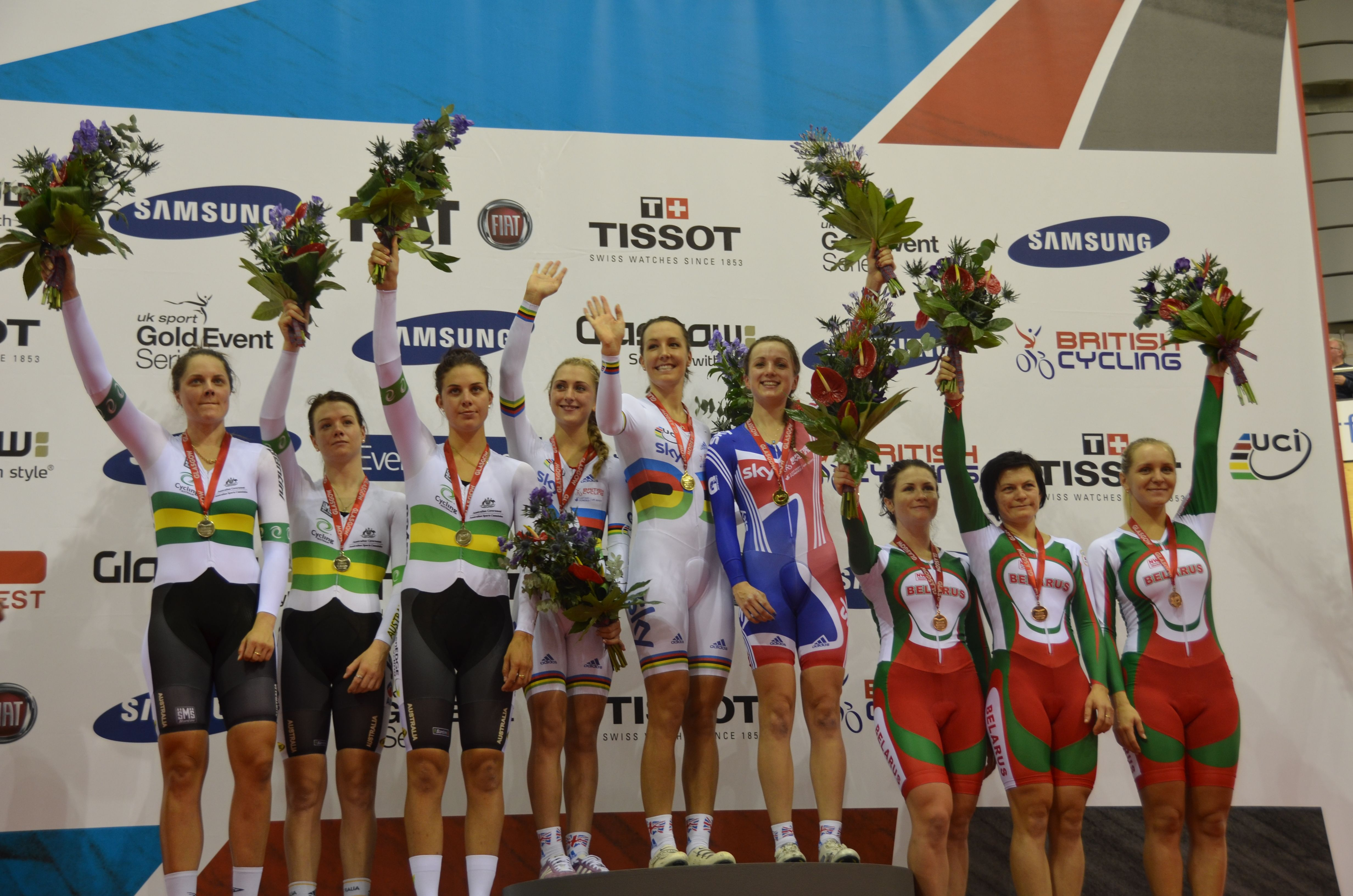
Hoskins won met Australië zilver op de ploegenachtervolging tijdens de wereldbeker in Glasgow, 2012.

| Jaar | Australisch kampioenschap                                                             | Oceanisch kampioenschap | WK                              | Overige                                        |
| ---- | ------------------------------------------------------------------------------------- | ----------------------- | ------------------------------- | ---------------------------------------------- |
| 2009 | Elite: ploegenachtervolging, · U19: keirin, omnium, · puntenkoers, ind. achtervolging |                         | U19: 8e keirin                  |                                                |
| 2010 | ploegenachtervolging, · teamsprint                                                    | omnium, puntenkoers     |                                 |                                                |
| 2011 | ploegenachtervolging, omnium, · puntenkoers, ind. achtervolging                       |                         |                                 | Manchester: omnium                             |
| 2012 | ploegenachtervolging, · scratch                                                       |                         | scratch, · ploegenachtervolging | OS: 4e ploegenachtervolging, · Londen: scratch |
| 2013 | koppelkoers                                                                           |                         | ploegenachtervolging            |                                                |
| 2014 | puntenkoers ind. achtervolging                                                        |                         | ploegenachtervolging            | Londen: ploegenachtervolging                   |
| 2015 |                                                                                       |                         | ploegenachtervolging            |                                                |
| 2016 |                                                                                       |                         |                                 | OS: 5e ploegenachtervolging                    |